# Mercado Santa Anita (Metro de Lima y Callao)
Mercado Santa Anita es la vigesimocuarta estación de la línea 2 del Metro de Lima y Callao, y la futura vigésima séptima estación de la línea 4, en Perú. La estación fue construida de manera subterránea en la intersección de la carretera Central con la avenida Separadora Industrial, en los distritos de Santa Anita y Ate.
El 20 de mayo de 2015, se inició el cierre de algunos tramos de la carretera Central entre el puente de Santa Anita y el Mercado Mayorista, debido a la construcción de seis pozos de ventilación, cinco estaciones y el túnel de la Línea 2 del metro de Lima. La construcción de la estación comenzó en septiembre de 2016. En junio de 2018, la AATE informó que las obras civiles de la estación se encontraban culminadas. Se inauguró el 21 de diciembre de 2023, junto con las 4 estaciones más del tramo 1-A.
Cerca de la estación Mercado Santa Anita se ubican varios centros comerciales, entre ellos el Real Plaza Puruchuco. También se encuentra muy cerca al Patio Taller de la Línea 2.
Está ubicada en la Carretera Central cerca de la avenida Separadora Industrial.

## Galería

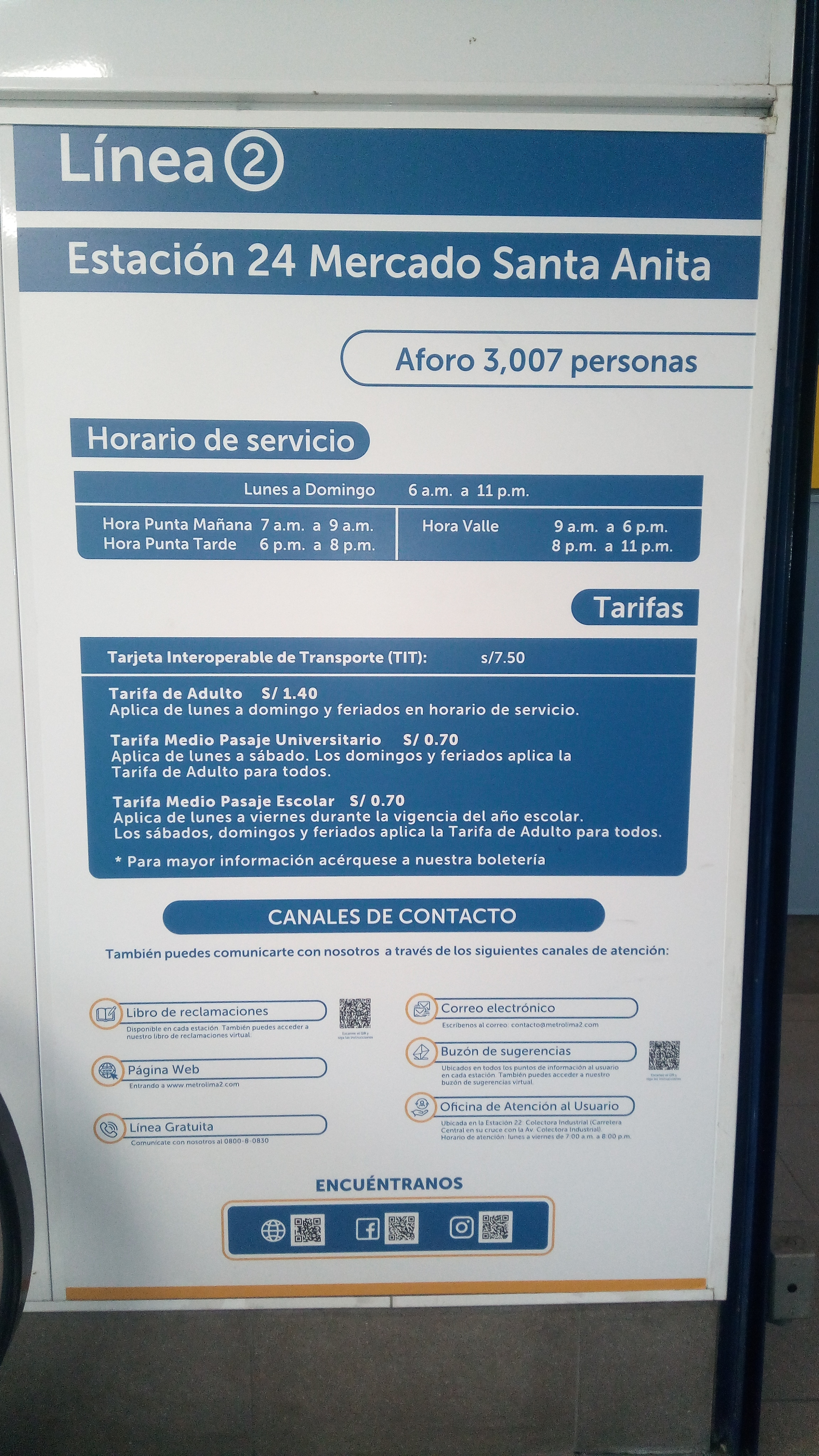
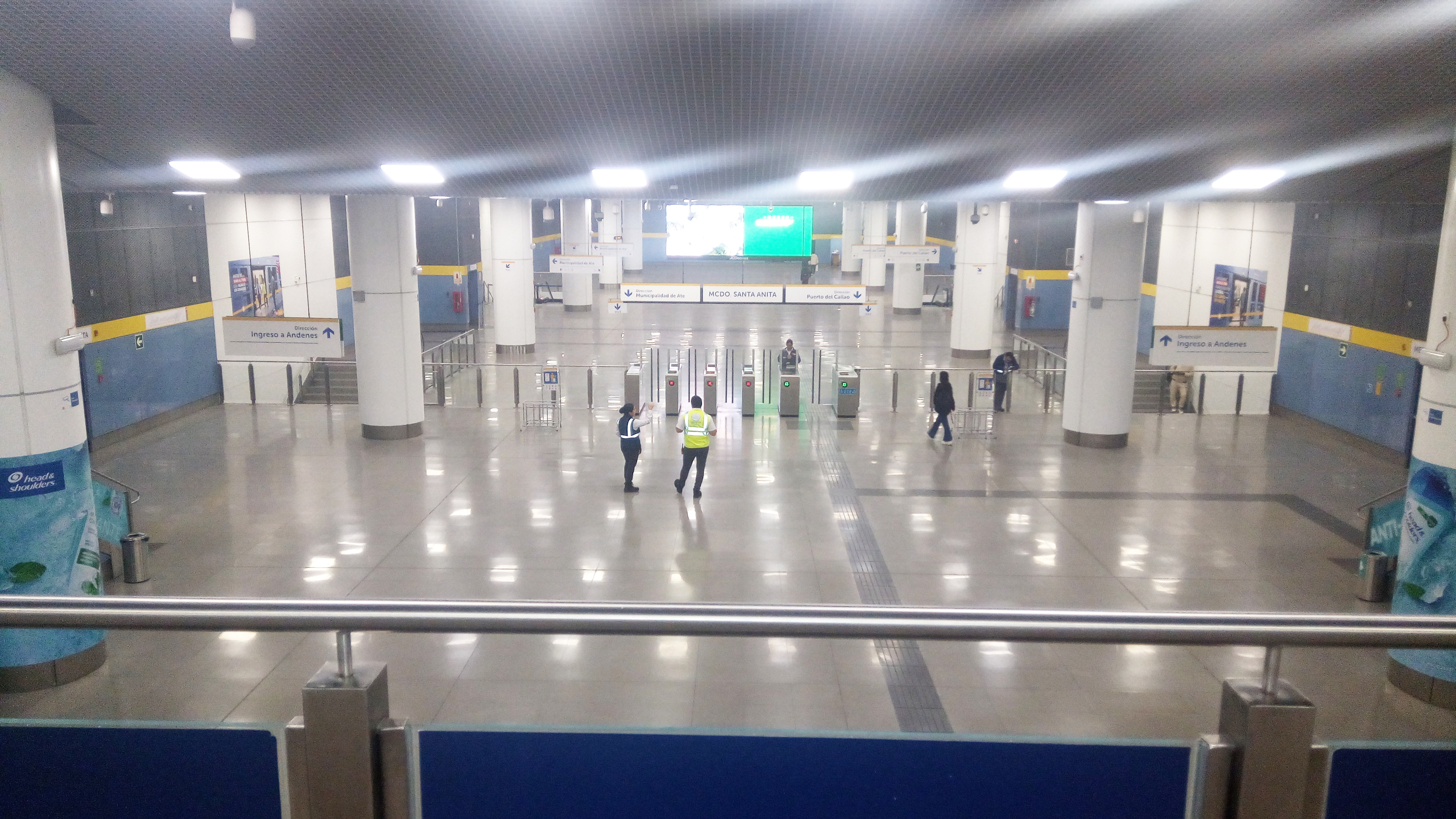
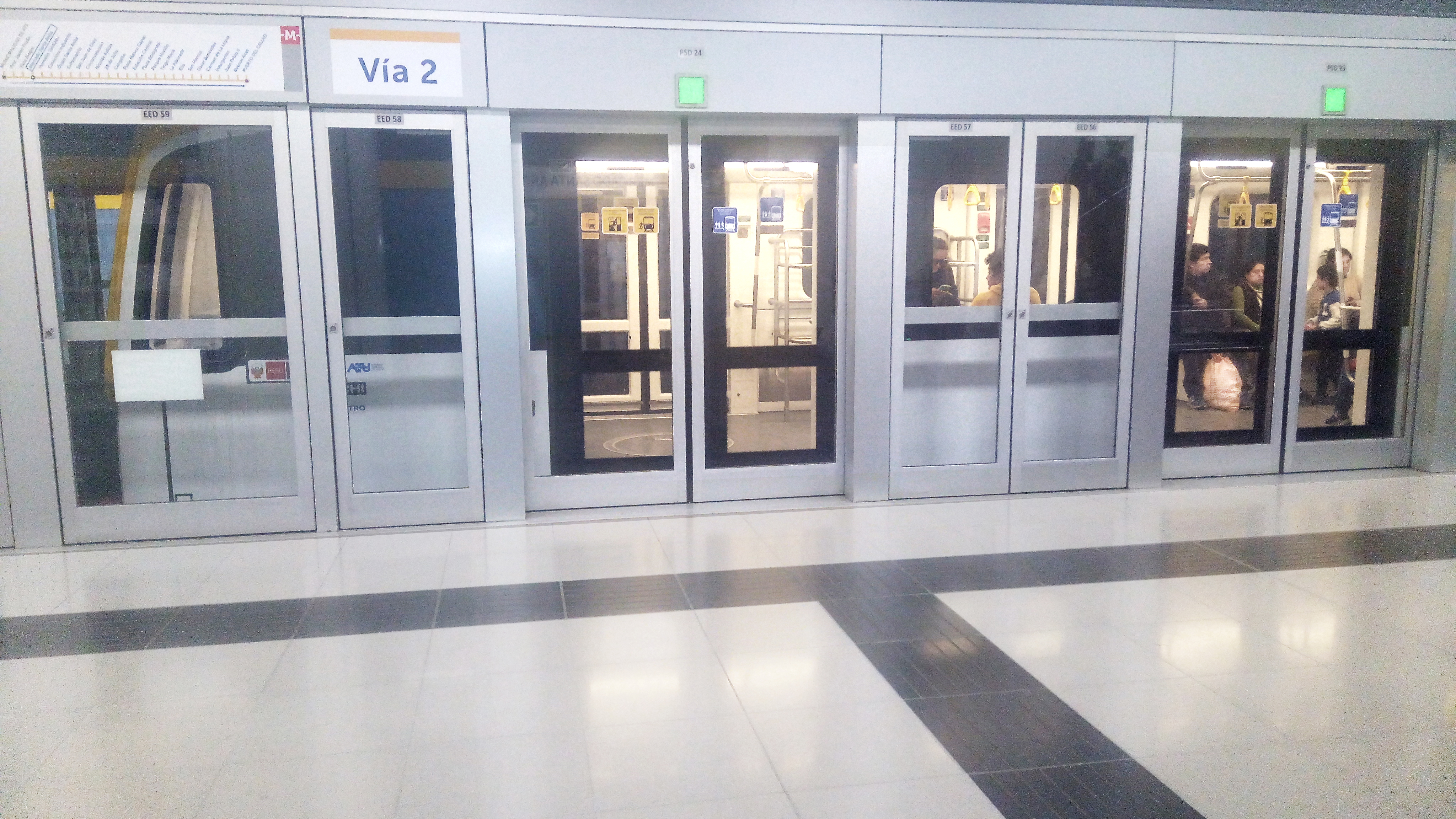